# جبل جو

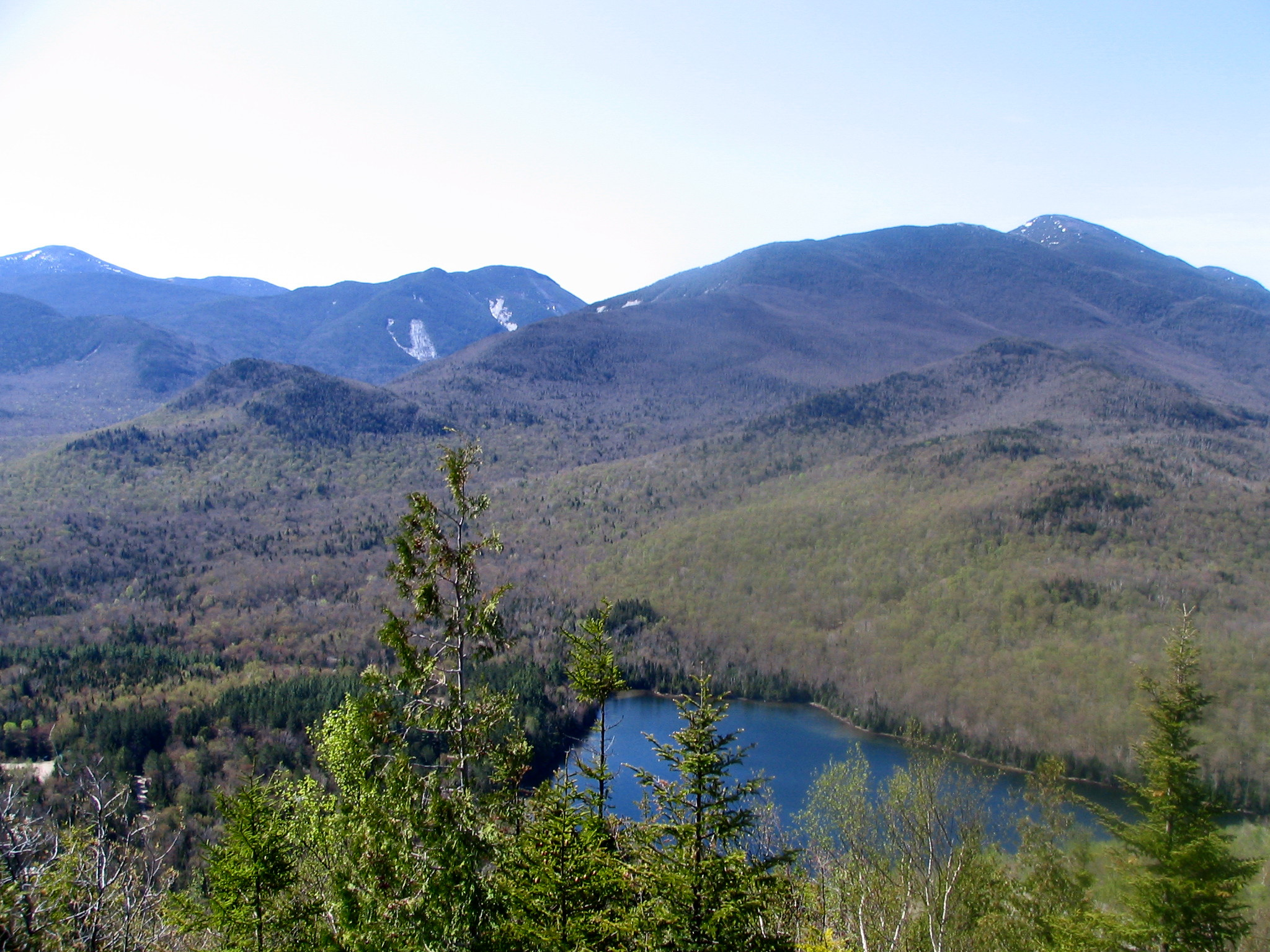
بحيرة القلب من جبل جو ، جبل كولدن ، المركز ، قمة ألجونكوين على اليمين

جبل جو، هو جبل يبلغ ارتفاعه 2876-القدماً (877 متراً) في قلب جبال آديرونداك في نيويورك. يقع في شمال إلبا ، نيويورك على أرض مملوكة لنادي جبل اديرونداك. على اديرونداك Loji والقلب ليك في سفح جبل جو. هناك اثنين من الممرات التي تؤدي إلى قمتها.
يعد الجبل مرتفع حاد ولكن قصير وسهل نسبياً مقارنة بالجبال الأخرى، ويوفر إطلالات رائعة على القمم العالية في المنطقة، بما في ذلك تتالي الجبل، جبل مارسي، قمة القونيكون، جبل قولدن والممر الهندي. يقع بالقرب من بحيرة القلب في شمال إلبا. يوفرالتسلق أحد أفضل المناظر للجهد (صعود رأسي حوالي 710قدماً (216 متراً) من Loji مسافة المسار الفعلي حوالي2.6 ميل ذهابا وإيابا)، مع تجتاح مشهد لنطاق العظيم لأديرونداك. تقع على بعد سبعة أميال (11كم) جنوب بحيرة بلاسيد.
تم تسمية الجبل في عام 1877 من قبل هنري فان هوفنبرغ، الذي قام ببناء اديرونداك لوجي الأصلي، لخطيبته جوزفين سكوفيلد، التي توفيت قبل فتره وجيزه من زواجهما.
- مرتفعات
- قمم

## روابط خارجية
- مؤتمر القمة